# Per Karlberg
Per Ivar Karlberg, född den 2 januari 1914 i Söderåkra församling, Kalmar län, död den 20 juli 1982 i Bergkvara, var en svensk jurist. 
Karlberg avlade juris kandidatexamen vid Stockholms högskola 1937. Han genomförde tingstjänstgöring 1938–1940, tjänstgjorde i Göta hovrätt 1941–1942, var tillförordnad assessor i Norrköpings rådhusrätt 1942–1943 och tingssekreterare i Njudungs domsaga 1944–1947. Karlberg blev fiskal i Göta hovrätt 1947, assessor där 1949 och hovrättsråd 1954. Han var tillförordnad tingsdomare i Vadsbo domsaga 1949 och  tillförordnad revisionssekreterare 1955–1957. Karlberg började tjänstgöra vid Justitiekanslersämbetet 1957, blev byråchef där 1960, häradshövding i Skarabygdens domsaga 1961 och lagman i Lidköpings tingsrätt 1971. Han blev riddare av Nordstjärneorden 1958 och kommendör av samma orden 1972.